# Bataille du pont du Loc'h
Vous lisez un « bon article » labellisé en 2024.
Chouannerie
Batailles
- Liffré
- 1re Argentré
- Expédition de Quiberon
- (Landévant et Mendon
- Plouharnel
- Quiberon)
- Segré
- 1er Rocher de La Piochais
- La Ceriseraie
- La Cornuaille
- 1re La Croix-Avranchin
- La Vieuville
- Boucéel
- 1re Saint-James
- 2e Rocher de La Piochais
- 2e La Croix-Avranchin
- Auverné
- Andigné
- Croix-Couverte
- Tinchebray
- L'Auberge-neuve
- Locminé
- Saint-Hilaire-des-Landes
- Val de Préaux
- Le Grand-Celland
- 2e Argentré
- Noyant-la-Gravoyère
- La Hennerie
- Saint-Aubin-du-Cormier
- Le Mans
- Nantes
- Saint-Brieuc
- Le Lorey
- Mont-Guéhenno
- La Tour d'Elven
- 2e Saint-James
- Les Tombettes
- Pont du Loc'h

La bataille du pont du Loc'h, aussi appelée bataille de Grand-Champ, se déroule le 25 janvier 1800 pendant la Chouannerie. Elle oppose les troupes républicaines du général Olivier Harty aux chouans de Georges Cadoudal.
Les combats ont lieu dans le cadre d'une expédition lancée depuis Vannes par le général Harty avec une partie des 22e et 52e demi-brigades de l'armée de l'Ouest. Celui-ci se rend maître le 22 janvier des bourgs de Grand-Champ, Locmaria et Locqueltas, où il réquisitionne toutes les têtes de bétail et les réserves de grains et de blé disponibles.
Trois jours plus tard, les républicains sont attaqués par quatre légions de l'Armée catholique et royale du Morbihan, commandée par Cadoudal. Largement supérieurs en nombre, les chouans coupent la retraite de l'armée de Harty en l’encerclant au cours de la nuit. Les combats débutent avant le lever du jour, mais en raison de l'obscurité, du brouillard et de la désobéissance d'une partie des troupes, les chouans ne parviennent pas à coordonner efficacement leurs attaques. Malgré sa situation critique, l'armée républicaine évite sa destruction en réalisant une percée à travers les lignes royalistes et se réfugie dans la ville de Vannes à la tombée de la nuit.
La bataille s'achève sans véritable vainqueur et sans issue décisive. Informé quelques jours après de l'arrivée de renforts républicains et de la soumission de plusieurs autres armées royalistes de l'Ouest, Cadoudal engage des pourparlers le 28 janvier auprès du général Guillaume Brune et signe sa reddition le 14 février, lors du traité de Beauregard.

## Contexte

### Début de la troisième chouannerie

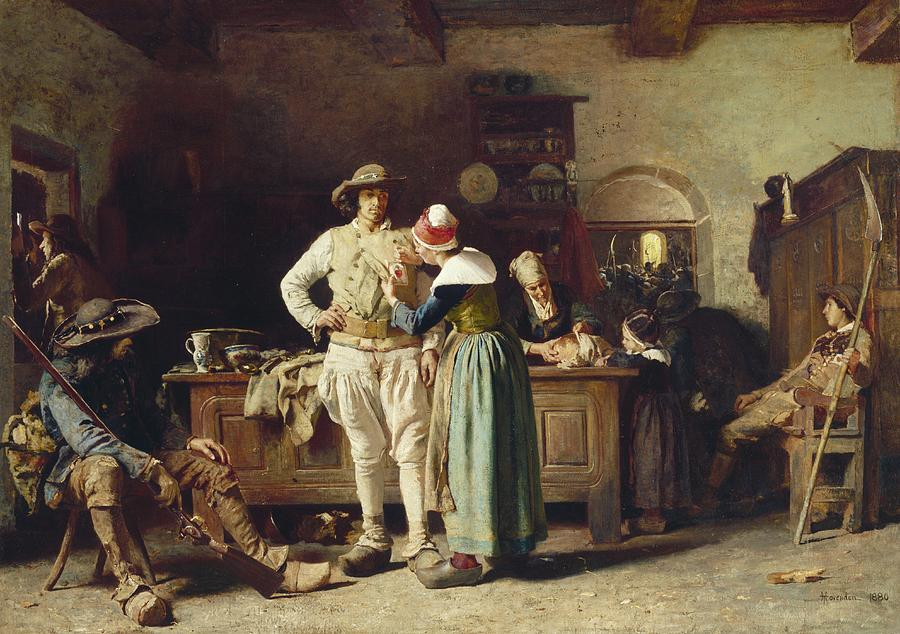
In hoc signo vinces, huile sur toile de Thomas Hovenden, 1880, Detroit Institute of Arts.

À l'automne 1799, une troisième chouannerie éclate dans l'ouest de la France alors que le Directoire est aux prises avec une deuxième coalition européenne. Le 15 septembre, lors d'une réunion au château de La Jonchère, près de Pouancé, les officiers chouans et vendéens s'accordent pour fixer la reprise des combats au 15 octobre.
En Bretagne, Georges Cadoudal réorganise l'Armée catholique et royale du Morbihan en huit légions, commandées par Pierre Guillemot, Jean Rohu, Pierre Mercier, Louis de Sol de Grisolles, Pierre Robinault de Saint-Régeant, César du Bouays, Achille Biget et Jean Le Paige de Bar. En août 1799, le comte d'Artois étend son commandement aux départements du Finistère et des Côtes-du-Nord,.
Cadoudal planifie ensuite un assaut coordonné contre plusieurs villes à partir de la date du 26 octobre,. Ce jour-là, de Sol de Grisolles s'empare de La Roche-Bernard et Mercier mène avec succès un raid sur Saint-Brieuc,,. En revanche, Cadoudal et Rohu échouent à prendre Vannes,,. Le 29 octobre, Guillemot prend Locminé. Le 30, Cadoudal s'empare de Sarzeau et de la presqu'île de Rhuys. Le 4 novembre, il détruit un détachement républicain à Guéhenno. De son côté, de Sol de Grisolles occupe sans combattre Muzillac et Questembert les 4 et 5 novembre, puis il s'empare de Redon le 10. Les 28 et 29 novembre, Cadoudal, à la tête de 6 000 hommes, accueille à la pointe de Pen Lan, en Billiers une flotte britannique qui débarque 25 000 fusils, deux canons de 4 livres, deux canons de 6 livres, deux obusiers, des munitions et six caisses de piastres,. Le lendemain, 2 000 républicains menés par le général Olivier Harty tentent de s'emparer de ce convoi, mais ils sont tenus en échec à Elven.
Le 7 décembre, les administrateurs de Vannes, inquiets des progrès de l'insurrection, écrivent au ministre de la Police et de la Guerre que « le Morbihan contient plus de 30 000 insurgés en armes soutenus par 100 000 hommes qui les aident, les servent et les favorisent de tous leurs moyens »,.

### Négociations à Pouancé et Candé

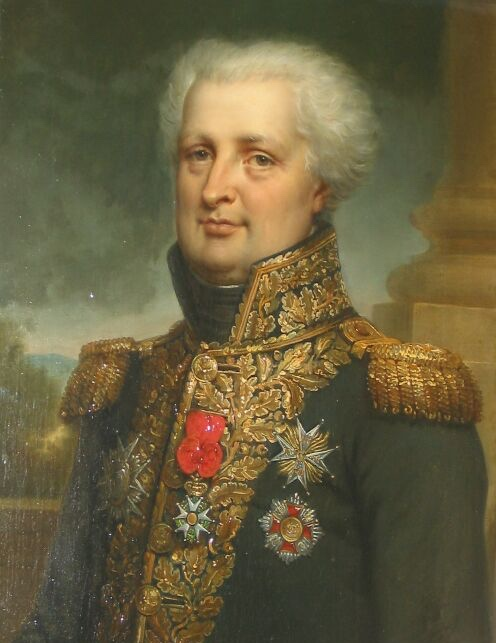
Portrait de Gabriel de Hédouville, huile sur toile de Paulin Guérin, vers 1810.

Le coup d'État du 18 Brumaire, mené par le général Napoléon Bonaparte, rebat cependant les cartes. Dès le 13 novembre, celui-ci fait supprimer l'impopulaire loi des otages, puis il autorise l'exercice du culte catholique et nomme le général Gabriel de Hédouville à la tête de l'Armée de l'Ouest en le chargeant d'ouvrir des négociations avec les officiers royalistes,,. Celui-ci décrète une suspension unilatérale des hostilités le 25 novembre et une conférence de paix s'ouvre à Pouancé en décembre, suivie par une autre à Candé le 8 janvier. Au cours des discussions, les officiers royalistes se montrent divisés : Cadoudal est partisan de la poursuite de la guerre, de même que Bourmont, le commandant de l'armée du Maine, et Frotté, le commandant de l'armée de Normandie ; en revanche les généraux vendéens d'Autichamp, Sapinaud et Suzannet sont favorables à la paix, tout comme La Prévalaye, le commandant de l'armée d'Ille-et-Vilaine, et Châtillon, le commandant de l'armée de l'Anjou et de la Loire-Inférieure,.
Après plusieurs semaines de pourparlers, Bonaparte décide d'en finir militairement avec les chefs insoumis. Le 14 janvier 1800, il remplace Hédouville par le général Guillaume Brune à la tête de l'Armée de l'Ouest et lui donne pour instruction de détruire en premier lieu les forces de Cadoudal : « La suspension d'armes conclue entre le général Hédouville et les chouans ne doit durer que jusqu'au 1er pluviôse (21 janvier), Georges Cadoudal, qui commande les rebelles dans le Morbihan n'y est pas compris. […] Dissipez les rassemblements de Georges ; emparez-vous de ses canons, de ses magasins de blé. […] Il faut s'assurer qu'au début de pluviôse les navires anglais ne soient plus en communication avec Georges. […] Tout individu qui se soumettra, accueillez-le, mais ne souffrez plus aucune réunion de chefs, n'ayez plus aucune espèce de pourparlers diplomatique. Une grande tolérance pour les prêtres. Des actes sévères envers les grandes communes qui se conduiraient mal. Brûlez quelques métairies et quelques gros villages dans le Morbihan et commencez à faire quelques exemples. […] Il y a dans ces départements assez coupables de quoi entretenir vos troupes. Ce n'est qu'en leur rendant la guerre terrible que les habitants eux-mêmes se réuniront contre les brigands et sentiront enfin que leur apathie leur est funeste »,,.
Les généraux vendéens signent la paix à Montfaucon-sur-Moine le 18 janvier et Châtillon fait de même à Candé le 20 janvier. Le général Brune se met alors en marche pour le Morbihan : il atteint Angers le 18 janvier, puis Nantes le 20 et Redon le 24,. En chemin, il fait envoyer un courrier au général Harty pour lui donner l'ordre de rester immobile à Vannes, mais les chouans l'interceptent. En revanche, celui-ci reçoit une lettre de l'état-major général qui lui prescrit de prélever à main armée les impôts, de réquisitionner des grains et des bestiaux et de saisir les magasins de blé des insurgés afin de préparer d'importants approvisionnements pour l'armée de Brune,. Harty décide alors de mener une expédition sur le bourg de Grand-Champ, connu pour être un important repaire de chouans, espérant peut-être par la même occasion réussir un coup d'éclat contre Cadoudal et ainsi faire taire l'administration départementale qui l'avait accusé d'incapacité et avait réclamé son remplacement,,.

### Prise de Grand-Champ par les républicains

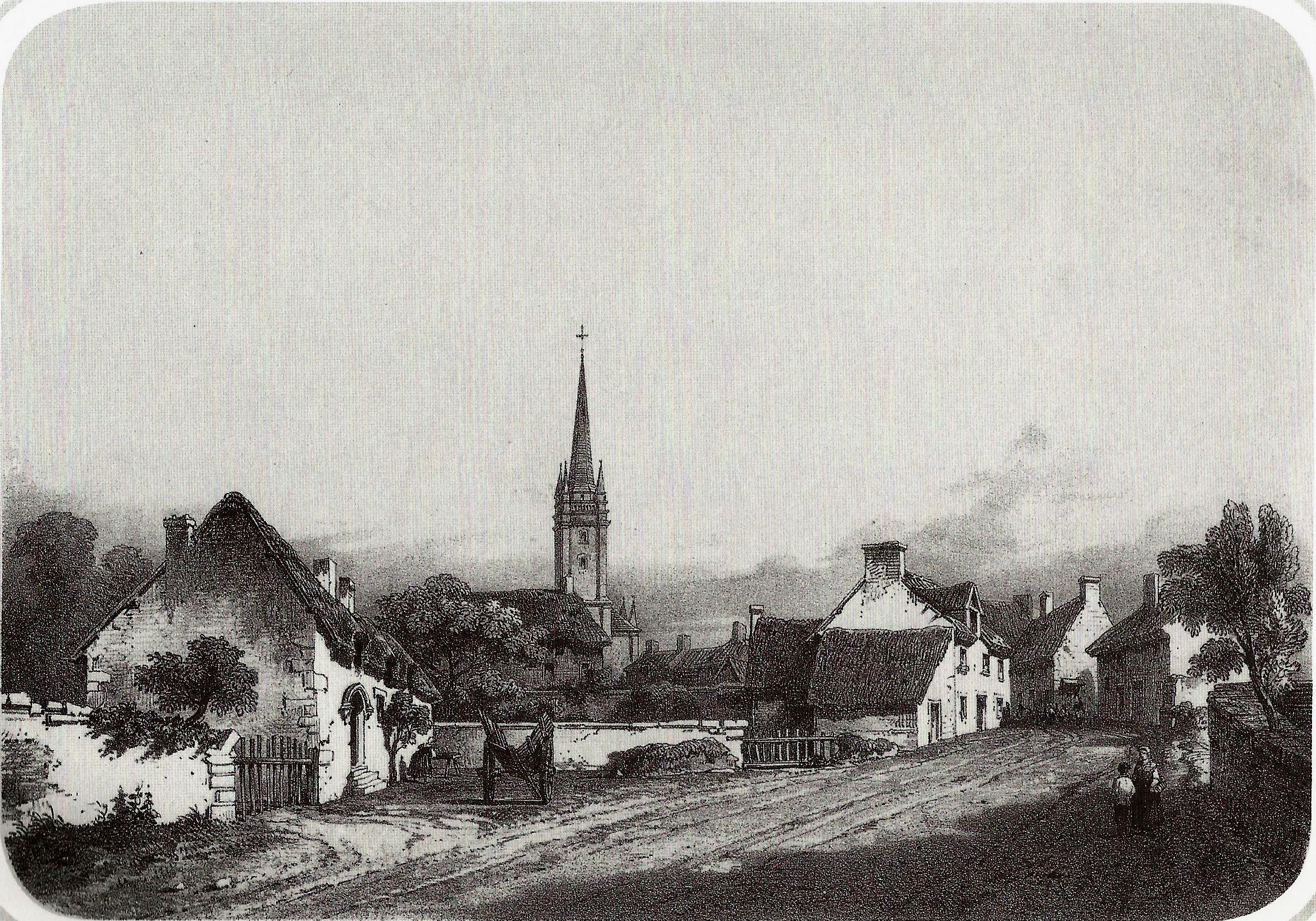
Grandchamp, dessin de Thomas Drake et lithographie d'Henri Daniaud, 1860.

Le 22 janvier, le général Olivier Harty quitte Vannes, où il ne laisse que quatre compagnies de la 22e demi-brigade pour garder la place, et se porte avec le reste de ce corps sur Grand-Champ, où il est bientôt rejoint par mille hommes de la 52e demi-brigade, sortis d'Auray,,.
Georges Cadoudal n'oppose aucune résistance, n'ayant alors que 1 200 hommes avec lui, et se replie sur les bourgs de Plaudren et Trédion,. Seuls huit jeunes déserteurs de la compagnie franche d'Auray se font surprendre par la cavalerie républicaine au pont du Loc'h et sont ensuite fusillés,,.
Maître des lieux, le général Harty fait aussitôt commencer les opérations d'approvisionnement : les soldats se répandent dans les fermes et villages des environs, abandonnés par leurs habitants, afin de saisir tous les grains, fourrages et bestiaux et de les faire filer sur Vannes,. Dans son rapport, le général républicain écrit : « Nous n'avons trouvé dans le bourg et dans les maisons voisines aucun habitant ; tous avaient fui avec leurs meubles et une partie de leurs bestiaux. Mes dispositions ainsi faites, je m'occupai d'enlever les grains et bestiaux qui restaient, et de les envoyer à Vannes. » Il envisage alors de rester sur place quelques jours et d'attendre l'arrivée des colonnes des généraux Gency et Grigny. Il place les 1er et 2e bataillons de la 22e demi-brigade au pont du Loc'h et au château de Camzon, la 52e demi-brigade au pont et au château de Penhouët et le 3e bataillon de la 22e dans le bourg de Grand-Champ,,.

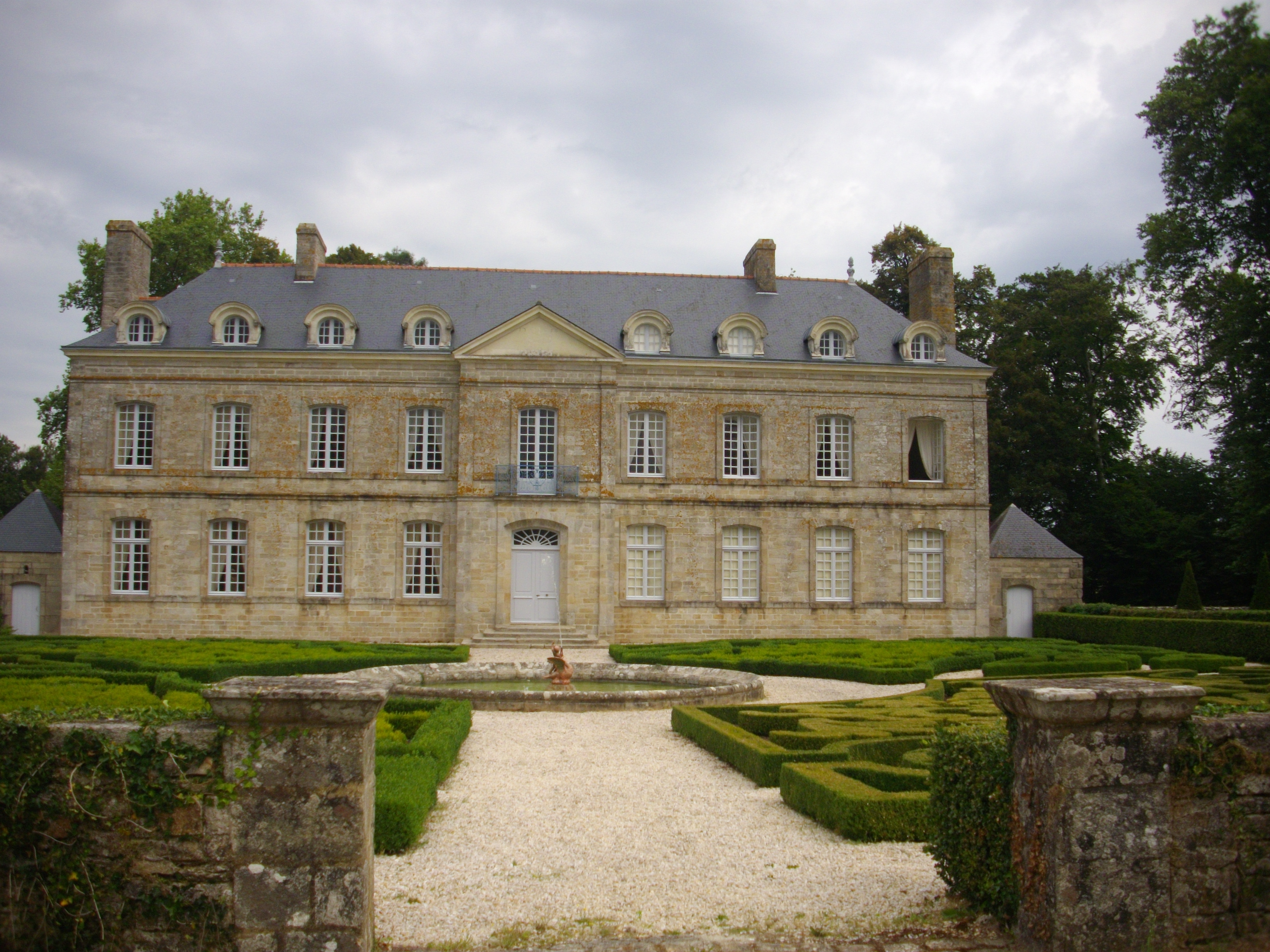
Vue du château de Penhouët en 2020.

Pendant ce temps, Gency quitte Rennes le 23 janvier et se met en route pour Vannes avec une colonne de 1 500 hommes constituée de la 29e demi-brigade légère, d'un bataillon et d'une compagnie de grenadiers de la 52e demi-brigade, de deux compagnies de la 82e, de 60 cavaliers du 2e régiment de chasseurs à cheval et d'une escouade d'artillerie légère avec un canon de 8 livres et un obusier. Sa colonne gagne Bréal-sous-Montfort et Mordelles le 23, puis Ploërmel le 24, après avoir débusqué une petite troupe de chouans au château du Bois de la Roche, près de Néant-sur-Yvel. Le 25, elle se met en marche sur Elven.
De son côté, le général Grigny quitte Nantes avec 900 hommes, dont un bataillon de la 54e demi-brigade, et se porte à La Roche-Bernard le 23, puis à Muzillac le 24.
Quant à Georges Cadoudal, il s'établit au manoir de Beauchêne, à Trédion, où il lance un appel aux légions de l'armée du Morbihan afin de préparer une contre-attaque,. La légion de Pierre Guillemot arrive la première et s'établit à Kervio, entre Plumelec et Trédion. Les légions d'Auray et de Vannes suivent peu après. Louis de Sol de Grisolles, commandant de la légion de Redon et Muzillac, et Pierre Robinault de Saint-Régeant, commandant de la légion de Loudéac, annoncent également leur arrivée prochaine, mais le premier prend du retard en surveillant les mouvements de la colonne de Grigny et le second est encore bien éloigné,. Cadoudal planifie alors de couper la route de Vannes et d'encercler les troupes de Harty.

## Forces en présence

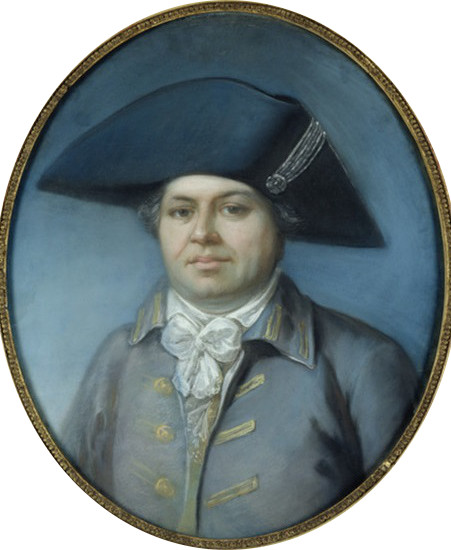
Portrait de Georges Cadoudal, huile sur toile de Joseph Ducreux, 1800, musée des Beaux-Arts d'Orléans.

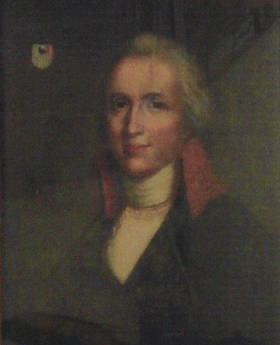
Portrait du général Olivier Harty, huile sur toile anonyme, XVIIIe siècle.

Du côté des républicains, le général de brigade Olivier Harty commande 3 000 à 4 000,, hommes. Sa troupe est constituée de 2 000 à 2 500,, hommes de la 22e demi-brigade, de 998 hommes de la 52e demi-brigade, et d'une compagnie de 44 grenadiers de la 81e demi-brigade. La cavalerie compte 25 gendarmes et 45 hommes du 2e régiment de chasseurs à cheval,,,, commandés par le chef d'escadron Pinteville et le lieutenant Demailler. L'artillerie est constituée de deux canons de 4 livres,,,. Dans son rapport, Harty note également la présence au sein de la colonne du chef de brigade Michel Bonté, commandant de la 81e demi-brigade, et du chef de bataillon Guérin « quoique n'appartenant à aucune des troupes présentes ».
En face, les chouans alignent environ 8 000, à 10 000 hommes, répartis en quatre légions,. La légion de Bignan est commandée par le colonel Pierre Guillemot et son second, le lieutenant-colonel Pierre-Alexis Gomez,. Guillemot mène lui-même les deux bataillons bretonnants de Bignan et de Pluméliau, tandis que Gomez prend la tête des deux bataillons gallots de Sérent et de Pleugriffet,. La légion de Vannes aligne trois bataillons qui, en l'absence de Pierre Mercier, dit la Vendée, sont commandés par Guillaume Gamber, Jacques Audran et Jean-Marie Trébur-Oswald, dit Jacques Duchemin,. La légion d'Auray, dirigée par Jean Rohu, est présente avec deux bataillons,. La légion de Redon et Muzillac est quant à elle menée par Louis de Sol de Grisolles,,. L'armée comprend également un bataillon des « chasseurs et grenadiers réunis », formé à l'été 1799 et constitué par l'élite des combattants des légions d'Auray et de Vannes,. Fort de 800 hommes selon Guillemot et de 1 200 selon Rohu,, il est placé sous les ordres de Édouard de La Haye-Saint-Hilaire,. La cavalerie royaliste est constituée d'une centaine d'hommes, dont la plupart sont des déserteurs du 2e régiment de chasseurs à cheval, alors en garnison à Hennebont. L'artillerie comporte quatre canons, dont deux dans la légion de Bignan et deux dans la légion d'Auray, dirigés par deux sous-officiers ayant déserté l'armée républicaine à Lorient,,,. L'ensemble de ces forces est commandé par Georges Cadoudal, maréchal de camp de l'armée du Morbihan, qui prend lui-même la tête des légions d'Auray et de Vannes,.

## Sources
Côté royaliste, le déroulement des événements est principalement connu par les mémoires de trois officiers chouans : le colonel Jean Rohu, commandant de la légion d'Auray ; Alexis Le Louer,, lieutenant d'une compagnie de chasseurs de la légion de Bignan ; et Julien Guillemot, fils de Pierre Guillemot. Âgé de seulement 13 ans au moment des événements, ce dernier ne participe pas aux affrontements mais suit les combattants sur le champ de bataille, à l'insu de son père,. D'autres officiers royalistes, comme Louis d'Andigné et Toussaint du Breil de Pontbriand, font également mention de la bataille dans leurs mémoires, mais ils ne sont pas présents sur les lieux.
Côté républicain, quelques rapports sont rédigés par le général Harty,, le chef de brigade Bonté et l'aide de camp Didier. Un bourgeois de Vannes nommé Jean-Marie Galles laisse également un récit des événements dans son journal.

## Déroulement

### Déploiement

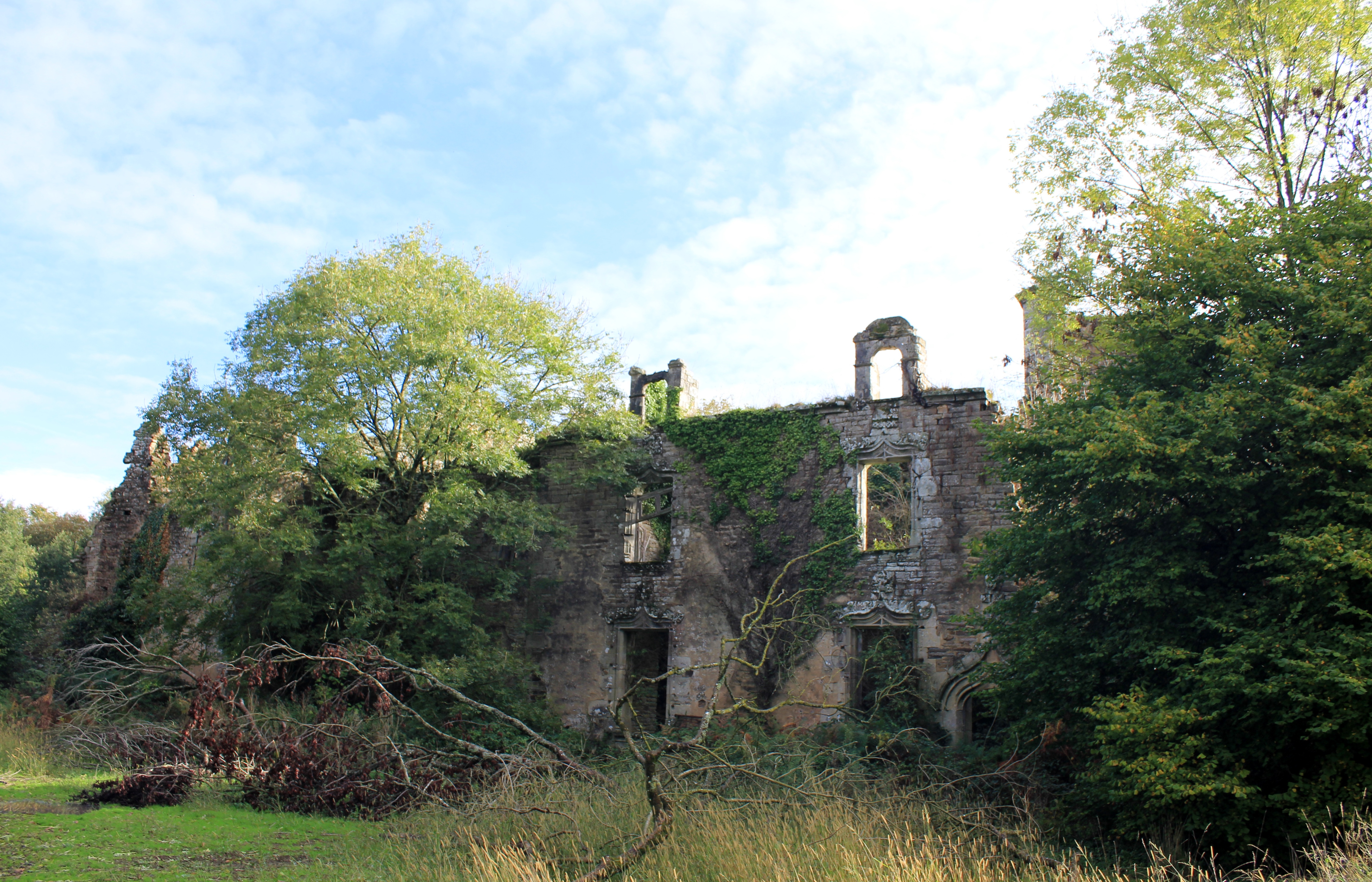
Vue des ruines du château de Coët-Candec en 2013.

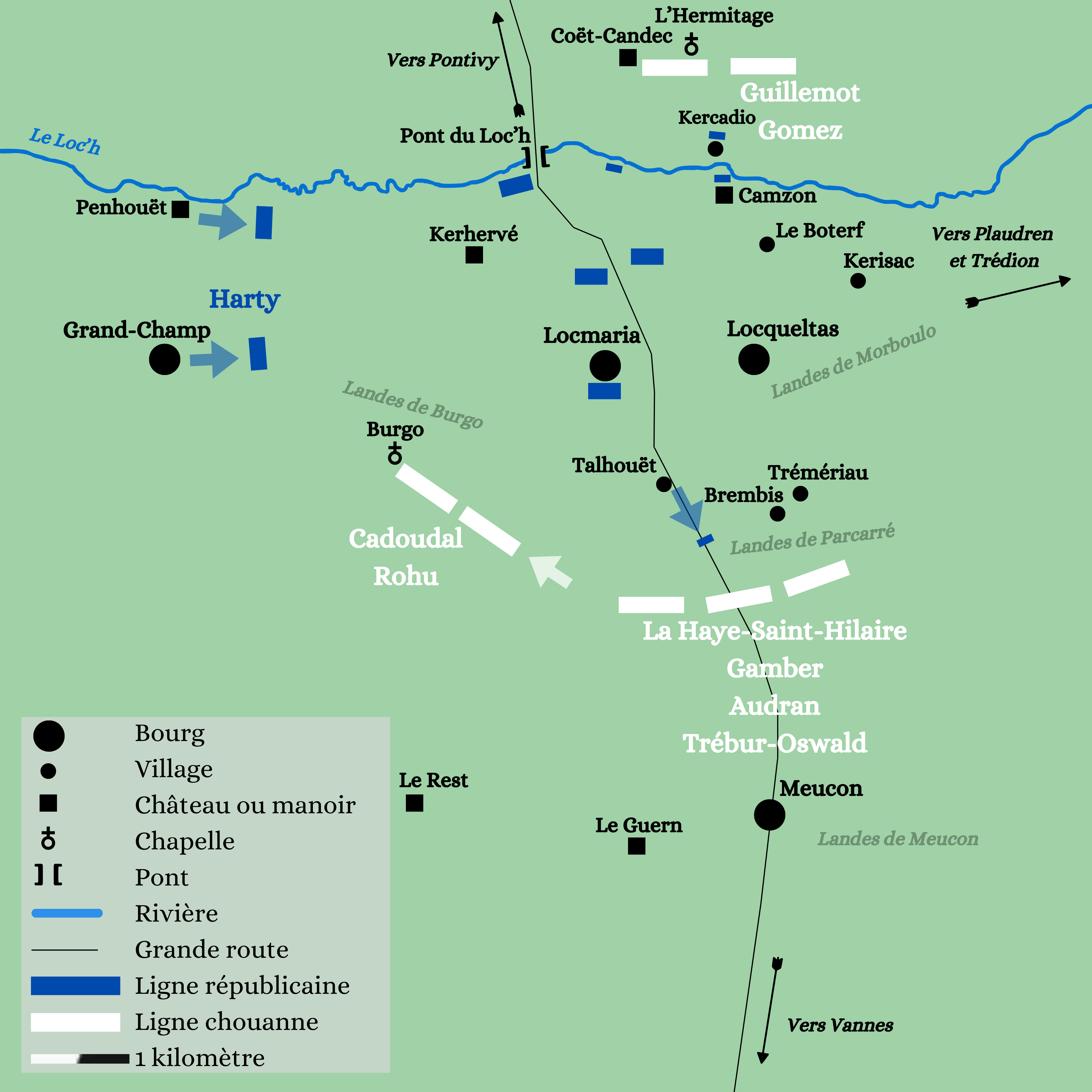
Carte de la bataille du pont du Loc'h : situation avant le début des combats.

La nuit du 24 au 25 janvier, les chouans sortent de Trédion et Plaudren et avancent silencieusement vers les lignes républicaines,. La légion de Bignan est chargée d'attaquer les troupes de Harty par le nord, celle de Redon par l'est, celle de Vannes par le sud et celle d'Auray par l'ouest. Guillemot prend alors position au château de Coët-Candec et à la chapelle de l'Hermitage, avec deux canons,. À l'est, la légion de Sol de Grisolles doit arriver par les villages de Boterff ou de Kerizac, dans la lande de Morboulo, afin d'attaquer conjointement avec celle de Guillemot, mais elle est encore absente lorsque les hostilités s'engagent,. Au sud, la légion de Vannes se déploie dans la lande de Parcarré au nord du bourg de Meucon,. À ses côtés, le bataillon des chasseurs et grenadiers réunis de La Haye-Saint-Hilaire occupe la route de Vannes,. De son côté, Cadoudal contourne les troupes de Harty par le sud, en passant par Monterblanc, et va se poster avec la légion d'Auray dans la lande de Burgo, entre la chapelle de Burgo et le village de Talhouët,.
À Grand-Champ, le général Harty semble alors ignorer que les chouans sont sur le point de l'attaquer. Mais le soir du 24 janvier, sans nouvelles des colonnes de Gency et Grigny, il prend la décision d'agir seul et fait donner l'ordre à ses troupes de se rassembler au petit matin au pont du Loc'h, afin de marcher sur Plaudren. D'après ses renseignements, ce bourg constitue un point de réunion des insurgés, ainsi que le lieu d'un important magasin d'armes. Avant le lever du jour, les républicains commencent à évacuer le château de Penhouët et le bourg de Grand-Champ, pour se réunir au bourg de Locmaria, au bourg de Locqueltas et au pont du Loc'h.

### Attaque de la légion de Bignan sur Kercadio et Camzon

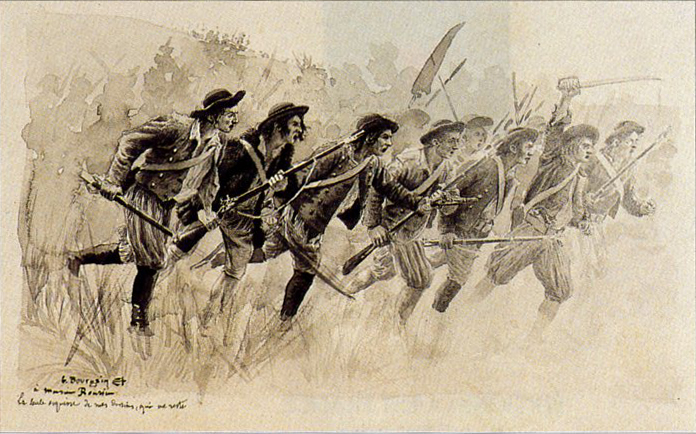
Attaque de chouans, illustration de Gustave Bourgain.

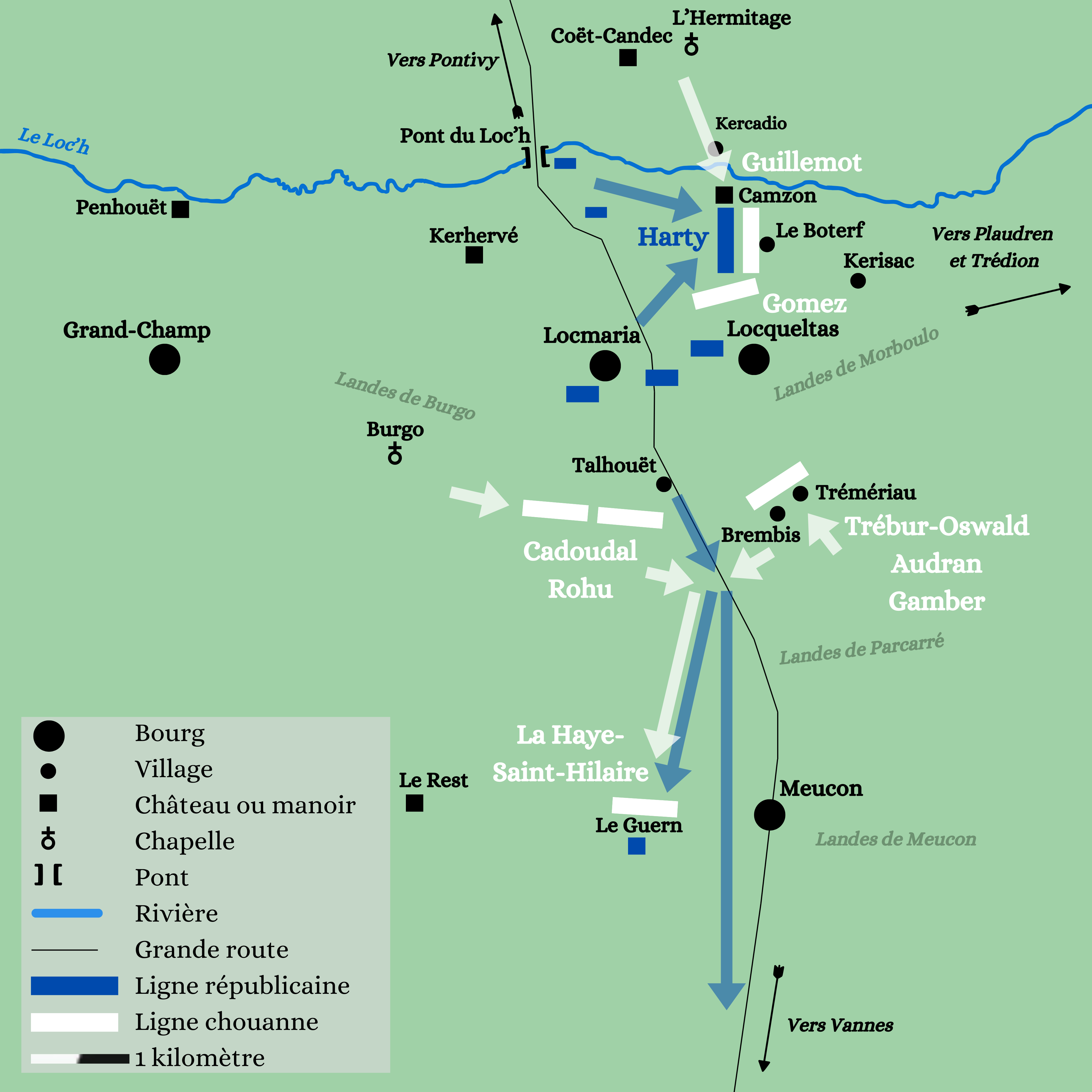
Carte de la bataille du pont du Loc'h : situation dans la matinée.

La bataille débute le 25 janvier, vers 7 heures du matin, avant le lever du jour,. La légion de Pierre Guillemot engage le combat au village de Kercadio, sur la rivière du Loc'h, près du château de Camzon,. Les républicains sont surpris et abandonnent rapidement ce petit poste en laissant cinq morts sur le terrain,.
La 22e demi-brigade se porte alors à la rencontre des chouans au nord du bourg de Locqueltas, sur la lande de Morboulo,. Le général Harty vient bientôt la rejoindre avec des renforts sortis de Locmaria. Guillemot, à la tête de deux bataillons, se retranche à l'intérieur de deux champs aux abords de la lande et donne l'ordre à Gomez d'effectuer un mouvement tournant sur la droite des républicains avec les bataillons de Sérent et de Pleugriffet,. Les républicains se postent quant à eux derrière un fossé bordant la lande,. Les combattants, dissimulés derrière des talus, échangent des tirs pendant une heure,. Harty et Guillemot ont chacun leur chapeau percé d'une balle,. Un projectile s'incruste dans le fourreau de Gémery, l'aide-de-camp du général républicain, et un autre perce le manteau de Guillemot. Selon Alexis Le Louer, « les fumées des feux roulants des batteries des fusils et des canons étaient si épaisses qu'à peine s'entrevoyait-on à dix pas. Nous voyions s'élever des compagnies de perdrix qui tombaient à terre […]. On vit même jusqu'à des loups s'esquiver des taillis voisins ». Pendant ce temps, Gomez effectue sa manœuvre et surgit brusquement sur le flanc des républicains,. D'après Julien Guillemot : « Un rang entier tomba dès la première décharge »,,. Les survivants battent alors en retraite et se replient sur Locmaria,. Les chouans les poursuivent jusque sur la grand-route, mais ne vont pas plus loin,. Ce premier combat s'achève à 10 heures du matin,.
Cependant, une bonne partie des hommes de la légion de Bignan s'éparpillent ou s'égarent dans la brume. De plus, la légion de Sol de Grisolles n'a toujours pas fait son apparition,. Furieux de ne pas avoir été soutenu, Guillemot rallie ce qu'il peut de ses hommes et abandonne le champ de bataille en se retirant sur ses positions initiales, à l'Hermitage,.
Selon Julien Guillemot, la légion de Bignan ne fait pas usage de ses deux canons, qui restent à l'Hermitage pendant toute la durée du combat.

### Attaque des grenadiers de La Haye-Saint-Hilaire

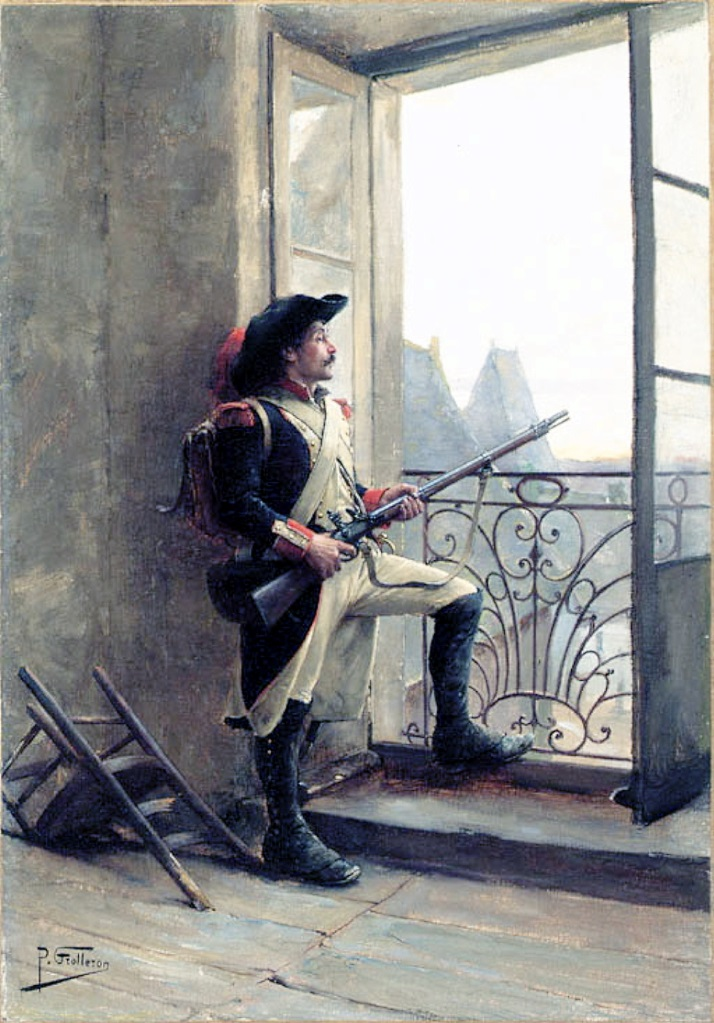
Le guetteur, huile sur toile de Paul Grolleron, XIXe siècle.

Au moment où le combat s'engage à Kercadio et Camzon, le général Harty fait sortir de Locmaria un convoi de 17 charrettes de grains escorté par 110 hommes de la 1re compagnie du 1er bataillon de la 52e demi-brigade,. Celui-ci s'engage sur la route de Vannes, mais il est attaqué entre le village de Talhouët et le bourg de Meucon par les grenadiers de La Haye-Saint-Hilaire qui surgissent des deux côtés de la route,. En quelques minutes, le convoi est pris, 17 hommes sont tués ou faits prisonniers, dont le lieutenant placé à la tête de l'escorte, et les survivants prennent la fuite à travers la lande de Plescop,. Mais à cause du brouillard et de l'obscurité, les grenadiers pensent que toute l'armée de Harty est en train de faire retraite sur Vannes et se lancent à la poursuite des fuyards,.
Environ 50 à 60 républicains parviennent à regagner Vannes sans encombre, tandis que 33 autres, dont un ou deux blessés, trouvent refuge dans un bâtiment — la maison Le Guern ou le château du Rest — au nord du bourg de Plescop, où ils soutiennent un siège de plusieurs heures,. Les chouans, après plusieurs attaques inutiles, décident d'utiliser le commandant de l'escorte comme otage,,. D'après Julien Guillemot : « Ils firent avancer ce malheureux officier jusqu'à la porte du château pour engager les assiégés à mettre bas les armes : « Sauvez la vie de votre officier, leur criait-il, ayez pitié d'un père de famille. — Va-t'en, vieille bête, vieille ganache, lui répondait-on de l'intérieur du château. »,,,. »

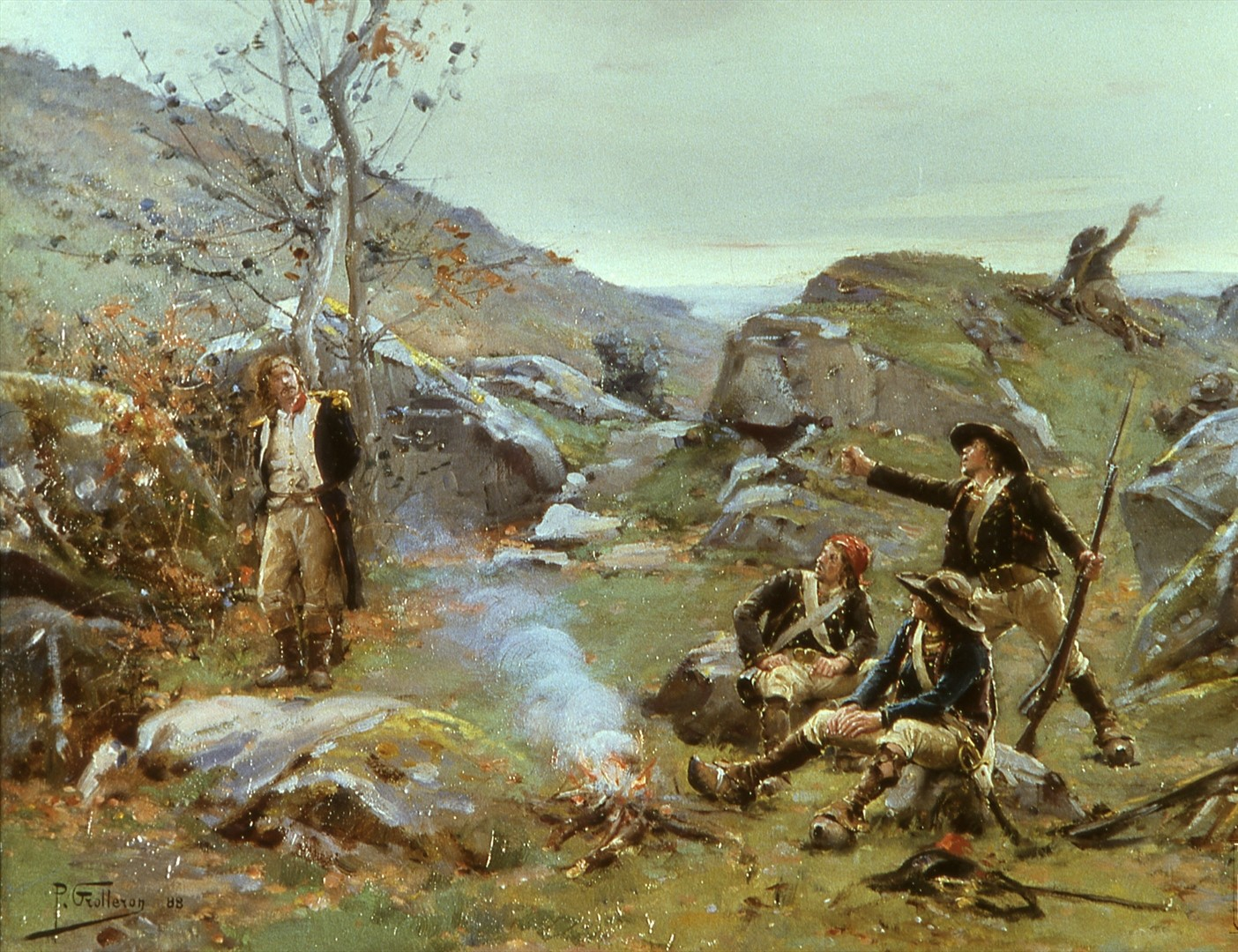
Une capture, huile sur toile de Paul Grolleron, 1888.

Harty envoie quatre compagnies de la 52e demi-brigade et quelques cavaliers pour tenter de venir en aide à l'escorte, mais ceux-ci sont repoussés par les légions de Vannes et d'Auray,. Selon Jean-Marie Galles, la fusillade jette l'alarme à Vannes, où les autorités font battre la générale à 11 heures. La garnison, réduite à quatre compagnies, fait une timide sortie, mais elle n'ose s'aventurer loin des murs de la ville.
Cadoudal est quant à lui réduit à l'inaction et envoie courrier sur courrier à La Haye-Saint-Hilaire pour lui donner l'ordre de revenir occuper ses positions de départ,. Cependant celui-ci, nouveau venu dans le Morbihan et ne parlant pas le breton, se montre incapable de se faire obéir ou de se faire comprendre par une partie de ses hommes,. Si certains chasseurs et grenadiers rompent le combat pour aller rejoindre Cadoudal, d'autres s'acharnent à poursuivre le siège du château, qu'ils tentent même d'incendier, sans succès,. D'après Julien Guillemot : « Les Chouans qu'il commandait, vraiment hommes d'élite pour un jour de bataille, ne pouvaient être gouvernés que par Georges Cadoudal ou Rohu. Ils n'écoutaient pas leur chef de bataillon, que le plus grand nombre ne comprenait même pas ; aussi ne revinrent-ils que dans l'après-midi, après avoir brûlé presque toutes les cartouches »,,.
Les 33 assiégés, commandés par le sergent Marchand et le fourrier Sterting, résistent pendant cinq heures,. Finalement, par crainte de l'arrivée de renforts républicains, les assaillants se retirent et fusillent l'officier. Seul un petit nombre de tirailleurs reste sur place pour bloquer les défenseurs. Ceux-ci font alors descendre par les fenêtres deux de leurs camarades déguisés en paysans, qui courent chercher des secours à Vannes. Mais à la tombée de la nuit, les assiégés parviennent à s'esquiver discrètement du château et à regagner Vannes, en rencontrant sur leur chemin les renforts venus à leur aide,,.

### Attaque de la légion d'Auray entre Locmaria et Talhouët

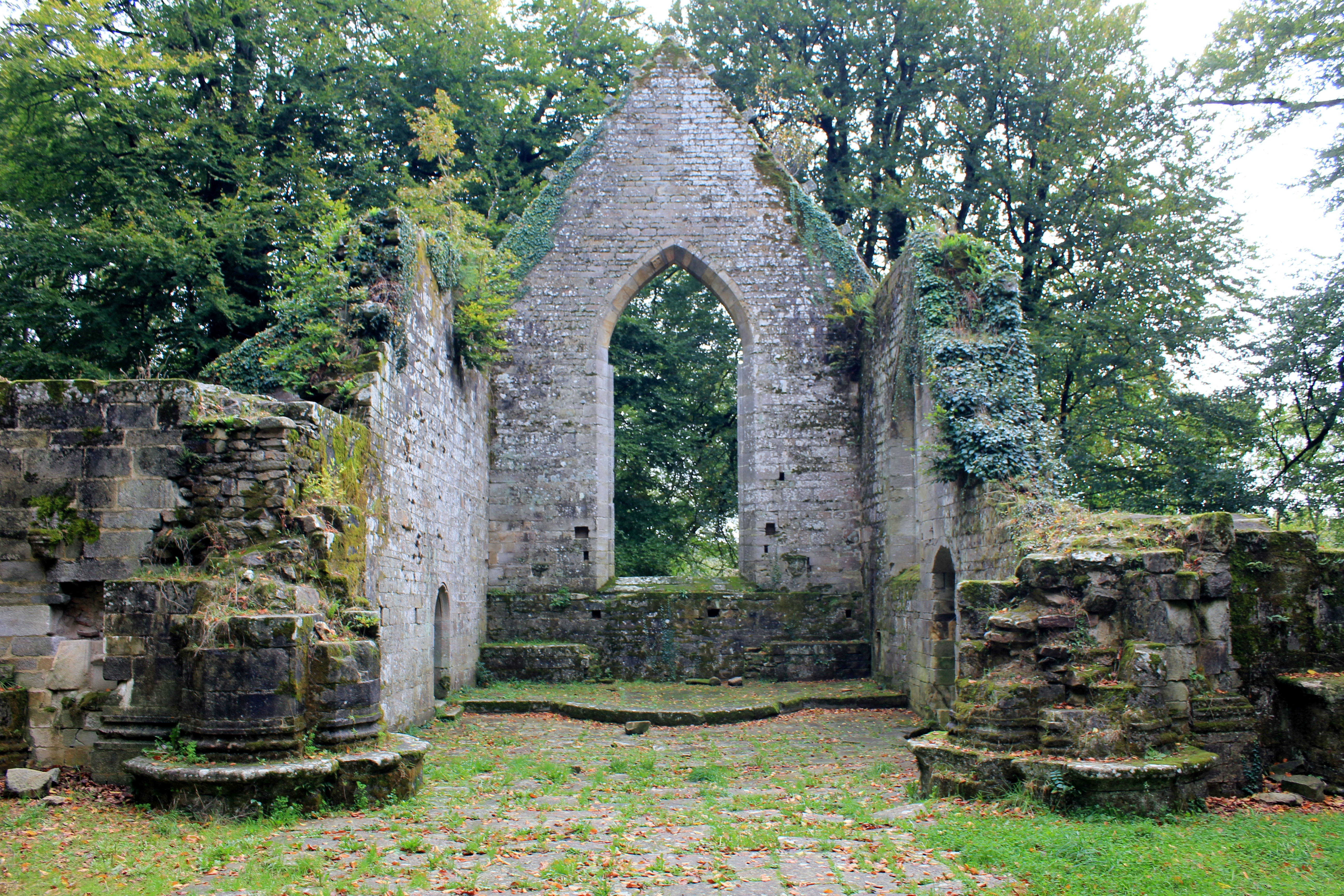
Vue des ruines de chapelle de Burgo en 2013.

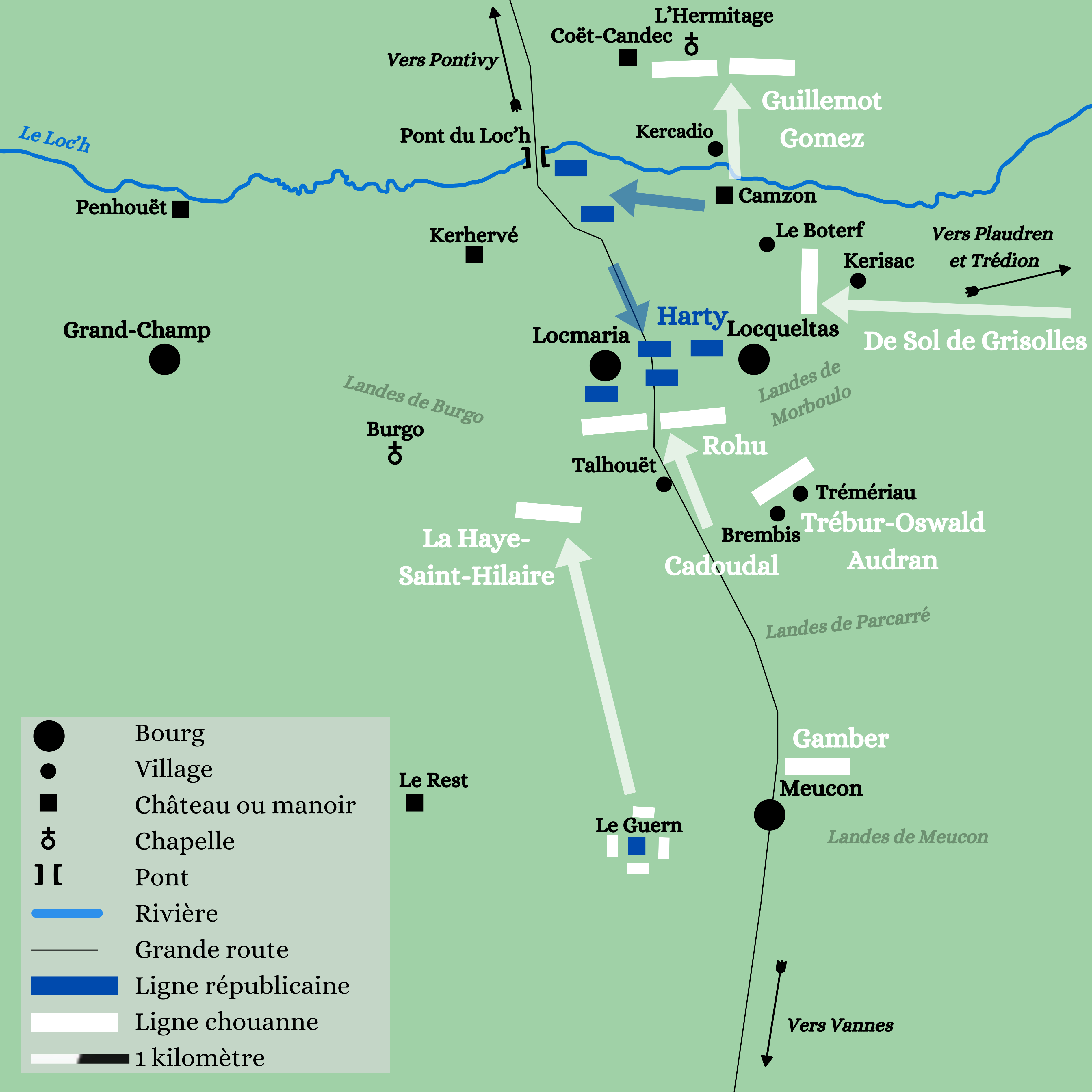
Carte de la bataille du pont du Loc'h : situation vers midi.

Au moment où Guillemot et La Haye-Saint-Hilaire engagent le combat au nord et au sud, Cadoudal se met en marche à l'ouest, dans la lande de Burgo, avec la légion d'Auray. Cependant, il apprend bientôt que le château de Penhouët et le bourg de Grand-Champ ont été entièrement évacués par les républicains et que l'attaque des bataillons de La Haye-Saint-Hilaire a totalement désorganisé ses lignes. Cadoudal se porte alors sur la route de Vannes où il prend de nouvelles dispositions : Rohu est placé au centre, avec la légion d'Auray et deux canons ; les grenadiers et les chasseurs ralliés de La Haye-Saint-Hilaire occupent l'aile gauche ; les bataillons de Audran et de Trébur-Oswald, de la légion de Vannes, tiennent sur l'aile droite les villages de Brembis et de Trémériau ; tandis que le bataillon de Gamber prend position à l'arrière, près du bourg de Meucon, afin de surveiller la ville de Vannes. La compagnie de Sulniac, dirigée par le capitaine Martin, reste seule sur la plus haute colline de la lande de Parcarré afin de prendre contact avec la légion de Sol de Grisolles et de rediriger les détachements égarés de Guillemot vers les lignes de Cadoudal,. En fin de matinée, selon un rapport du citoyen Didier : « L'armée royaliste sur le sommet des landes formait une demi-lune en très bon ordre de bataille ».
Le général Harty oppose à ces forces toutes les troupes de la 52e demi-brigade, qui se déploient entre le bourg de Locmaria et le village de Talhouët. La 22e est laissée en arrière, au pont du Loc'h, afin de contrer une éventuelle nouvelle attaque de Guillemot,. Rohu s'avance le premier à travers champs, son premier bataillon à gauche de la grand-route et le second à droite,. Celui-ci écrit dans ses mémoires : « Rendus à portée de l'ennemi, dont nous n'étions séparés que par un fossé, j'entendis un officier bleu faire les commandements : Arme, joue ! — et je fis signe aux miens de baisser la tête ; à celui de : Feu ! je criai : En avant ! et franchissant le fossé, nous nous trouvâmes au milieu des ennemis qui, n'ayant pas eu le temps de charger leurs armes, furent mis dans une telle déroute qu'un instant après je voyais la grande route couverte de ceux qui fuyaient devant nous »,.
Cependant, les hommes du 2e bataillon d'Auray s'éparpillent dans la poursuite et deux compagnies républicaines postées près d'une auberge parviennent à arrêter la progression des chouans,,. Le général Harty envoie également le 3e bataillon de la 22e demi-brigade et un canon pour soutenir la 52e,. Rohu bat alors en retraite et retourne occuper ses positions de départ,.
Un mouvement de peur secoue également les rangs royalistes lorsque Georges Cadoudal tombe accidentellement de cheval,. Celui-ci se relève sans blessure et monte à pied rejoindre la légion de Vannes afin de l'engager à se porter au combat. Cependant, les hommes d'Audran et de Trébur-Oswald montrent peu d'entrain pour se battre et campent sur leurs positions,. Vers midi ou une heure, Louis de Sol de Grisolles finit par atteindre le champ de bataille avec sa légion, mais ses hommes sont fatigués par une longue marche et leur moral n'est guère plus élevé que celui des hommes de la légion de Vannes,. D'après les mémoires de Jean Rohu : « Ayant reçu en route des lettres qui annonçaient la pacification de la Vendée », de Sol « ne voulut pas donner et se tint toute la journée spectateur de nos efforts ».

### Percée républicaine et retraite sur Vannes

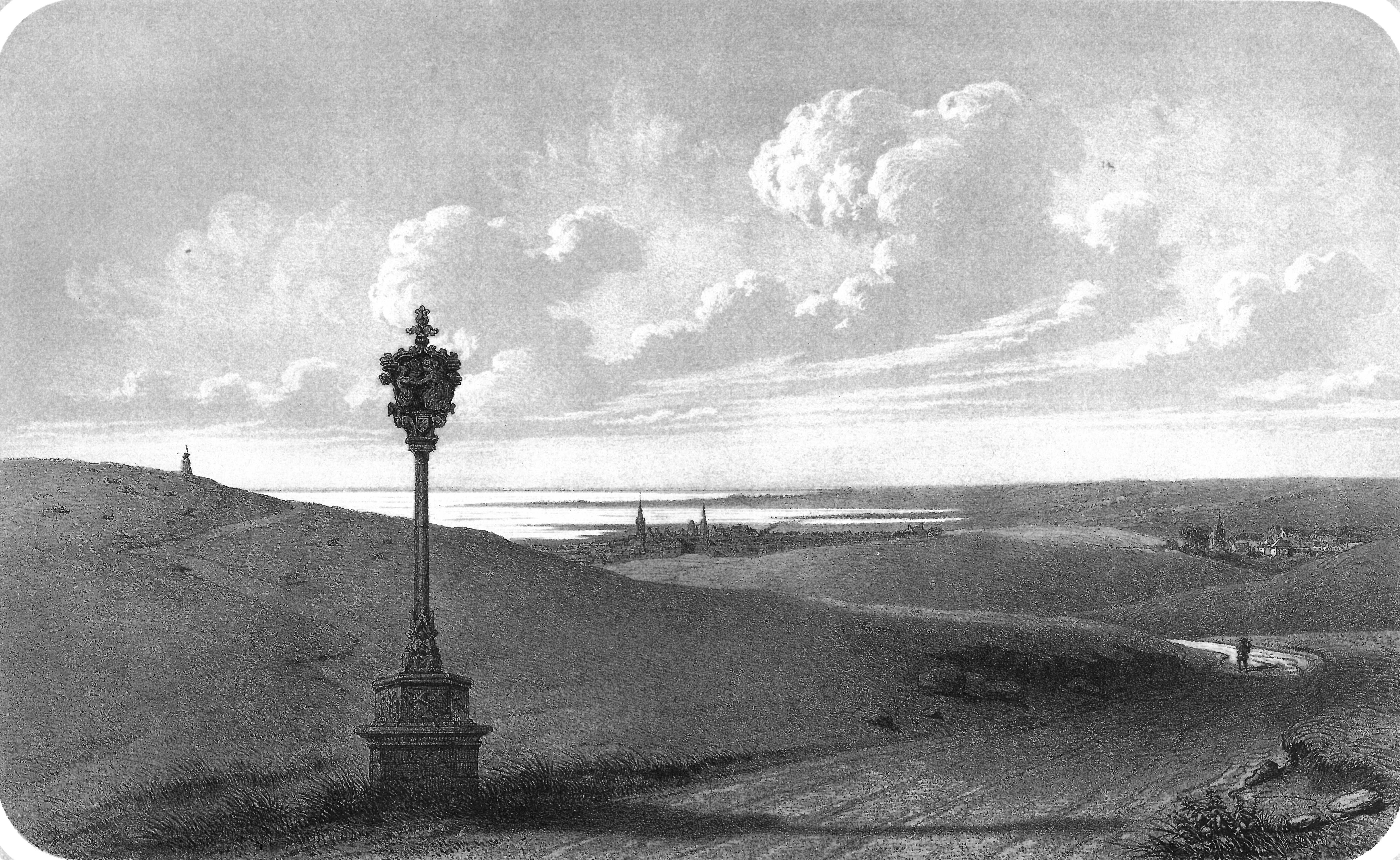
Landes de Meucon, dessin de Thomas Drake et lithographie d'Henri Daniaud, 1860.

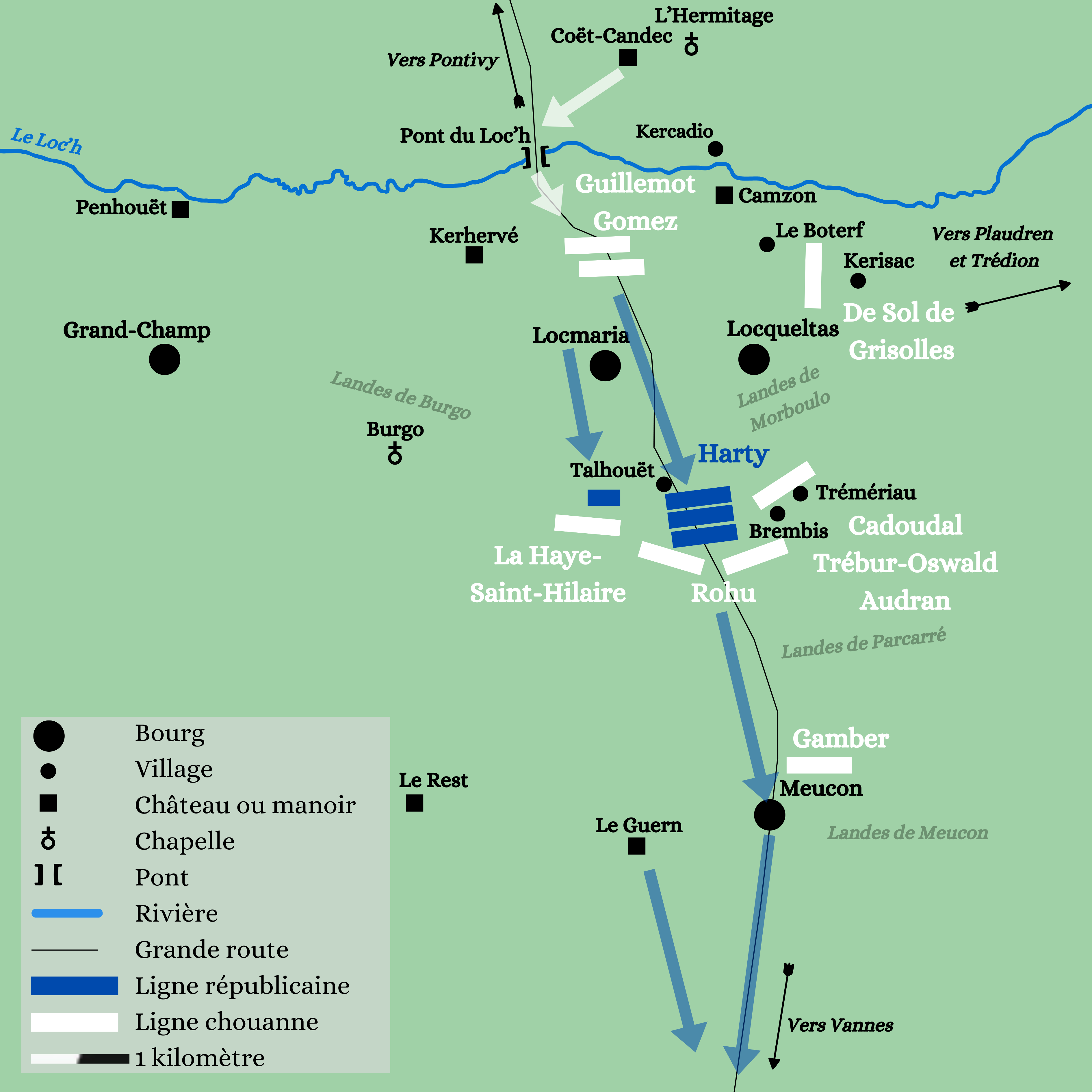
Carte de la bataille du pont du Loc'h : percée et retraite républicaine.

Au début de l'après-midi, la situation des républicains commence à devenir critique,. Dans son rapport, le général Harty écrit : « La ligne ennemie devenait très-étendue, et […] les troupes qui lui étaient opposées souffraient devant les tirailleurs embusqués dans le ravin, les haies et les fossés au bas de la crête de la lande »,. Le général républicain décide alors de regrouper toutes ses forces et de tenter une percée à travers les lignes chouannes pour regagner Vannes.
Sur ordre de Harty, les 1er et 2e bataillons de la 22e demi-brigade évacuent le pont du Loc'h,. Le 2e bataillon rejoint le gros de l'armée sur la grand-route, mais le 1er prend position entre Grand-Champ et Locmaria, sur l'aile droite républicaine, afin d'empêcher un mouvement tournant de l'aile gauche royaliste,. Toutes les autres troupes républicaines se massent sur la grand-route, avec la cavalerie en tête. Vers 4 heures de l'après-midi, Harty lance son attaque. Les 70 cavaliers républicains chargent au galop et franchissent sans peine les lignes royalistes, qui s'ouvrent devant les chevaux. Les fantassins et les artilleurs s'engouffrent alors dans la brèche et s'élancent en direction de Vannes.
Les chouans affluent sur les landes de Morboulo, de Parcarré et de Meucon pour tenter de s'opposer aux républicains. Les fantassins et les canons ouvrent le feu, mais celui-ci est peu ordonné et peu efficace. Selon Alexis Le Louer, les cavaliers « voltigeaient à droite et à gauche à travers les balles qu'on leur tirait de tous côtés »,. La cavalerie royaliste s'élance également sur la cavalerie républicaine. Selon Jean Rohu : « Rendus sur la lande, nos hussards désertés d'Hennebont se battirent avec acharnement contre leurs anciens camarades. Ils se connaissaient et on les entendait se provoquer et s'appeler par leurs noms »,,.

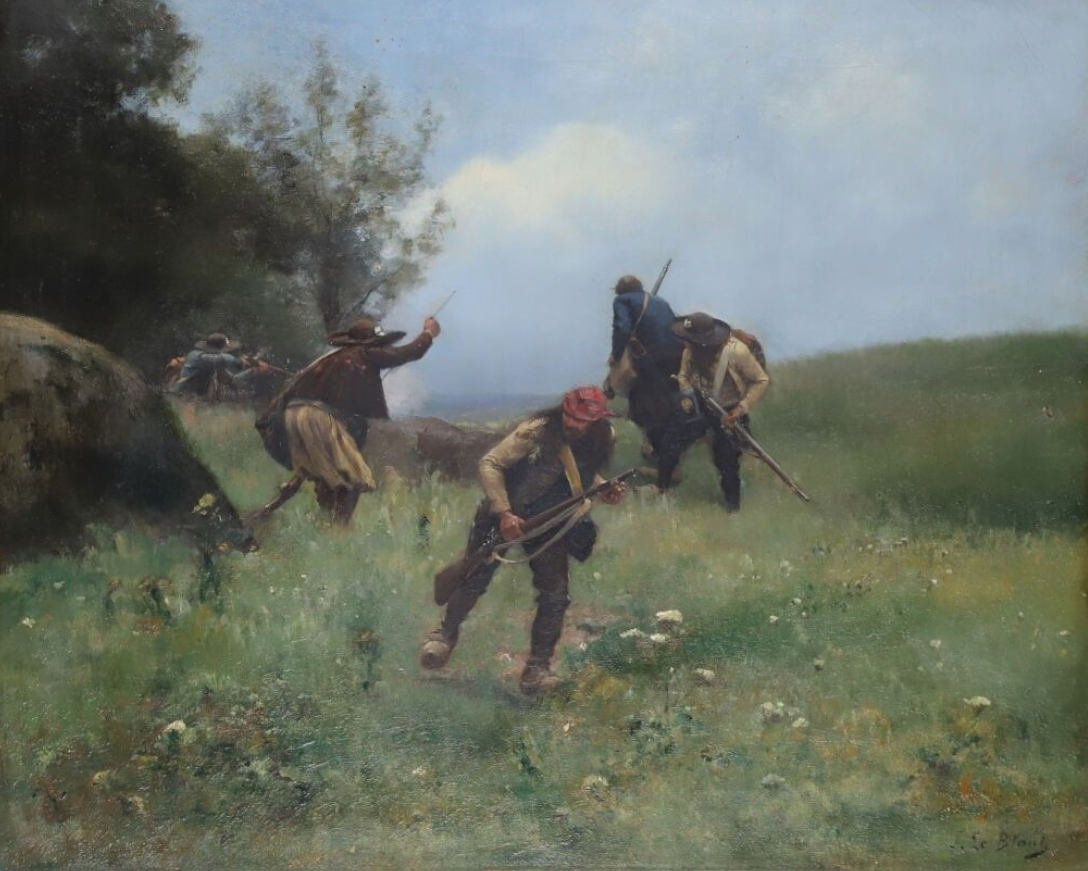
Scène de la Chouannerie, huile sur toile de Julien Le Blant, XIXe siècle.

Au nord, Pierre Guillemot tente tardivement de lancer une nouvelle attaque. Une partie de ses troupes franchit le pont du Loc'h sans rencontrer de résistance et se lance à la poursuite des républicains. Seule une petite avant-garde de quatre cavaliers et huit fantassins parvient à les rejoindre, mais elle se fait surprendre : les cavaliers parviennent à s'enfuir, mais les fantassins sont tous massacrés.
Les rapports des deux camps divergent sur le déroulement des derniers combats. Selon Harty, celui-ci se termine par une déroute des chouans, qui s'enfuient en direction de Saint-Nolff et de Monterblanc : « Les chouans furent ainsi poursuivis pendant une lieue environ par la cavalerie, l'infanterie et l'artillerie légère ; ce fut en vain que les chefs des insurgés se rangèrent sur une ligne pour arrêter les fuyards et nous faire face ; leurs rangs furent rompus ; […] on ne les quitta qu'à la fin de la lande »,. Selon Alexis Le Louer, les cavaliers républicains parviennent « à terrasser une partie de nos gens qui se trouvaient à la débandade », mais les fantassins chouans prennent l'avantage sur les fantassins républicains : « Nous les voyions fuir sans rangs, sans lignes et sans ordre, comme une bande de troupeaux »,. Pour Rohu, les bleus ne sont que faiblement poursuivis : « Nos hommes, ayant marché toute la nuit précédente, étaient tellement fatigués que nous ne pûmes pas longtemps poursuivre l'ennemi »,,. L'armée de Harty rentre dans les murs de Vannes à 7 heures du soir.

## Pertes

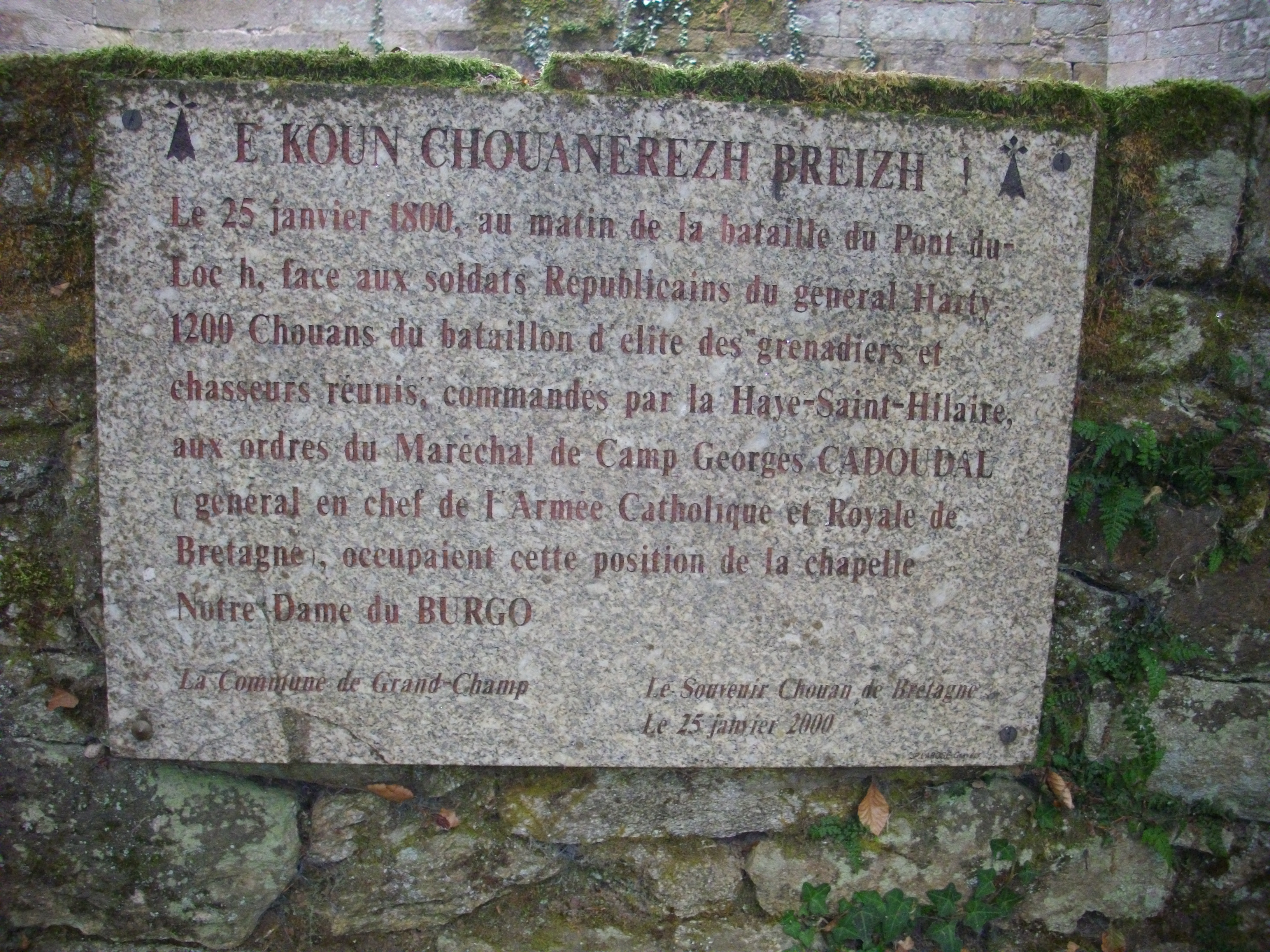
Plaque rappelant la bataille, apposée sur le site de la chapelle de Burgo.

La bataille du pont du Loc'h s'avère être l'affrontement le plus sanglant des guerres de l'Ouest depuis l'expédition de Quiberon en 1795. Selon Jean Rohu, les pertes des chouans sont de 400 morts,,,. Alexis Le Louer donne un bilan similaire de 300 à 400 morts et beaucoup de blessés, dont 10 à 20 % mortellement,. Dans leurs rapports, le général Harty et le chef de brigade Bonté estiment également les pertes de leurs adversaires à 400 tués,.
Du côté des républicains, les différentes évaluations des pertes sont très dissemblables,. Le général Harty n'admet dans son rapport que 22 tués, approximativement 63 blessés et 93 ou 100 disparus,. Il précise que les pertes sont de quatre tués, dont un officier et trois sous-officiers, et 13 blessés, dont un officier, pour la 22e demi-brigade et de 17 tués, dont trois officiers, et environ 50 blessés pour la 52e demi-brigade,. Les disparus appartiennent quant à eux à la 22e demi-brigade. Le chef de brigade Bonté ne fait également état que de 21 morts, dont quatre officiers, et d'environ 50 blessés. Selon Jean Rohu, 900 soldats républicains sont portés manquants après les combats,,,. Pour Le Louer, les patriotes laissent au moins 1 100 morts,,. Julien Guillemot cite le bilan donné par Rohu et affirme avoir compté plus de 52 corps de républicains de la 22e demi-brigade, dont cinq à Kercadio, 47 « sur la même ligne » dans la lande de Morboulo « et un plus grand nombre dans les broussailles »,,,. Le bourgeois vannetais Jean-Marie Galles indique dans son journal que les pertes seraient de 500 morts et que 64 blessés ont été conduits à l'hôpital. Chez les historiens, les pertes républicaines sont estimées entre 150 et 200 morts par Émile Sageret, entre 250 et 300 morts par Jules Le Falher et à environ 300 morts par François Cadic et Émile Gabory,.
Selon Julien Guillemot, les corps des chouans tués sont enterrés dans les cimetières de Locqueltas et de Locmaria, tandis que ceux des républicains le sont dans les landes de Morboulo et de Burgo,.
Un certain nombre de républicains sont faits prisonniers par les chouans, mais leur nombre fait également l'objet d'estimations divergentes. L'historien Émile Sageret les estime à au moins 60. Le général Harty fait état d'environ 100 disparus. Jean-Marie Galles évoque quant à lui 130 prisonniers. La légion de Pierre Guillemot fait à elle seule 42 prisonniers selon Rohu,, 43 selon Le Louer, et 94 selon Julien Guillemot,. Les autres légions royalistes font également des prisonniers, mais leur nombre est indéterminé,. Selon Le Louer, les républicains pris par Guillemot, presque tous blessés, sont conduits au manoir de Kerscoup — ou Kerscouble — à Plaudren.
Cadoudal fait relâcher tous ses prisonniers, en donnant à chacun, d'après Rohu, un écu de trois livres et des voitures pour les blessés,,. De son côté, Pierre Guillemot libère une partie des captifs le 27 janvier, mais il donne en même temps l'ordre au lieutenant-colonel Gomez de faire fusiller les volontaires des colonnes mobiles, en représailles à des exécutions commises par les républicains pendant la bataille,,,,.
Dans son rapport, le général Harty fait mention de huit chouans fusillés par ses cavaliers au pont du Loc'h le 22 janvier,,. De son côté, Julien Guillemot fait état de 16 chouans massacrés,,,, peut-être en prenant en compte les huit éclaireurs de Guillemot tués à la fin des combats.
Dans une lettre adressée à Bonaparte, le général Brune écrit que 61 républicains de la 22e demi-brigade ont été fusillés après la bataille,. Selon Julien Guillemot, 32 volontaires des colonnes mobiles sont exécutés sur ordre de son père,,,.

## Suites

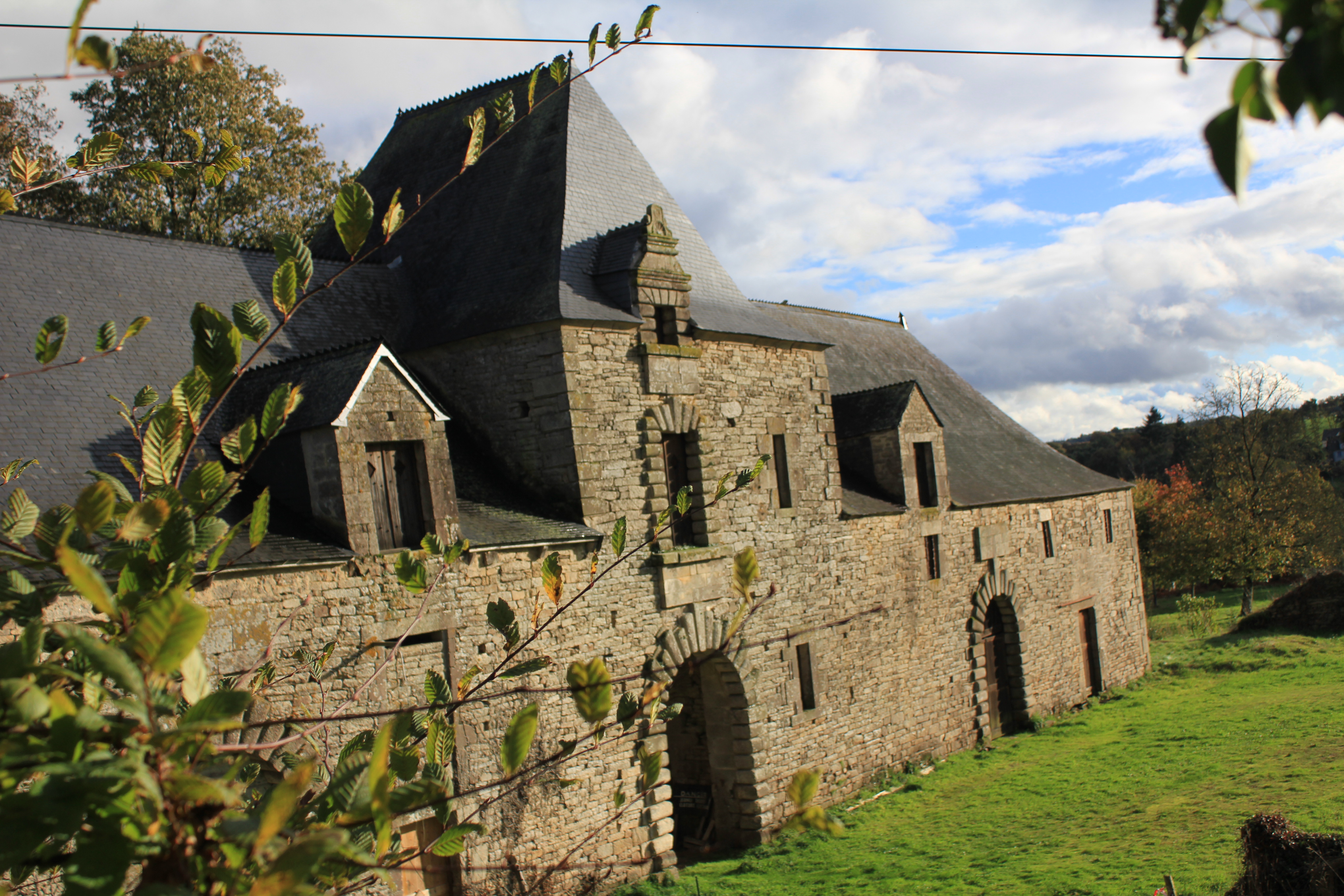
Vue du manoir de Cadoudal en 2013.

Le soir de la bataille, le gros de l'armée royaliste, emmenée par Georges Cadoudal et Pierre Guillemot, se retire sur le manoir de Cadoudal, près du bourg de Plumelec, où elle établit son cantonnement,. La légion de Pierre Robinault de Saint-Régeant fait également demi-tour après avoir été informée de l'issue du combat par des fuyards.
Le même jour, la colonne républicaine du général Gency arrive de Ploërmel à Elven, après avoir eu deux escarmouches en chemin. Le bourg d'Elven et ses environs sont mis à sac,,,. D'après le journal de Jean-Marie Galles, au moins 40 vieillards, femmes et enfants sont massacrés par les soldats.
Le lendemain, le général Harty se porte avec un détachement au devant de cette colonne, qui entre ensuite à Vannes. Le 27 janvier, Harty se rend à Questembert afin de poursuivre ses opérations de réquisitions, puis il retourne à Vannes le lendemain.

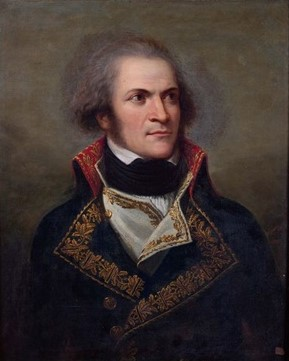
Portrait du général Guillaume Brune, huile sur toile d'Andrea Appiani, 1800 ou 1801.

De son côté, le général Grigny quitte Muzillac le 25 janvier et reprend sans peine le contrôle de la presqu'île de Rhuys,. Il traverse ensuite le Golfe du Morbihan entre Arzon et Locmariaquer et patrouille le long des côtes de la baie de Quiberon,. Au cours de cette marche, des soldats assassinent un prêtre réfractaire le 27 janvier, entre Carnac et La Trinité-sur-Mer,.
Le 29 ou le 30 janvier, le général César Louis d'Houdetot arrive à Baud avec 200 à 300 hommes et livre un combat au château de la Villeneuve-Jacquelot, près de Quistinic,. Probablement avec exagération, d'Houdetot et les administrateurs de Pontivy annoncent que 1 500 ou 2 500 chouans ont été mis en déroute et 500 à 600 d'entre eux tués, contre seulement un mort et cinq blessés côté patriote. La colonne livre également le bourg de Bubry au pillage,,, puis elle se porte sur Hennebont.
Le général en chef Guillaume Brune arrive lui-même à Vannes le 29 janvier, accompagné du général Jean-François Debelle, de la 60e demi-brigade et de plusieurs escadrons de cavalerie, soit en tout 1 900 hommes,. Le lendemain, il fait paraître un ordre du jour pour répartir le commandement entre ses différents généraux. Le 31, il fait publier une proclamation en français et en breton adressée aux « hommes égarés rassemblés en armes dans le département du Morbihan » dans laquelle il appelle les insurgés à déposer les armes,. Le 1er février, il adresse une autre proclamation à la troupe, où il recommande aux soldats « de s'abstenir de toute espèce d'indiscipline et d'éviter les moindres vexations »,.
Début février, d'après un rapport de l'aide de camp Didier, le général Brune commande directement à Vannes 8 091 hommes d'infanterie et 192 de cavalerie, tandis que Chabot est à Redon avec 3 000 hommes d'infanterie et 400 de cavalerie, Grigny à Muzillac avec 900 hommes, Dutilh à Malestroit avec 800 hommes, d'Houdetot à Hennebont avec 300 hommes et que 1 200 hommes sont à Ploërmel.

## Le traité de Beauregard

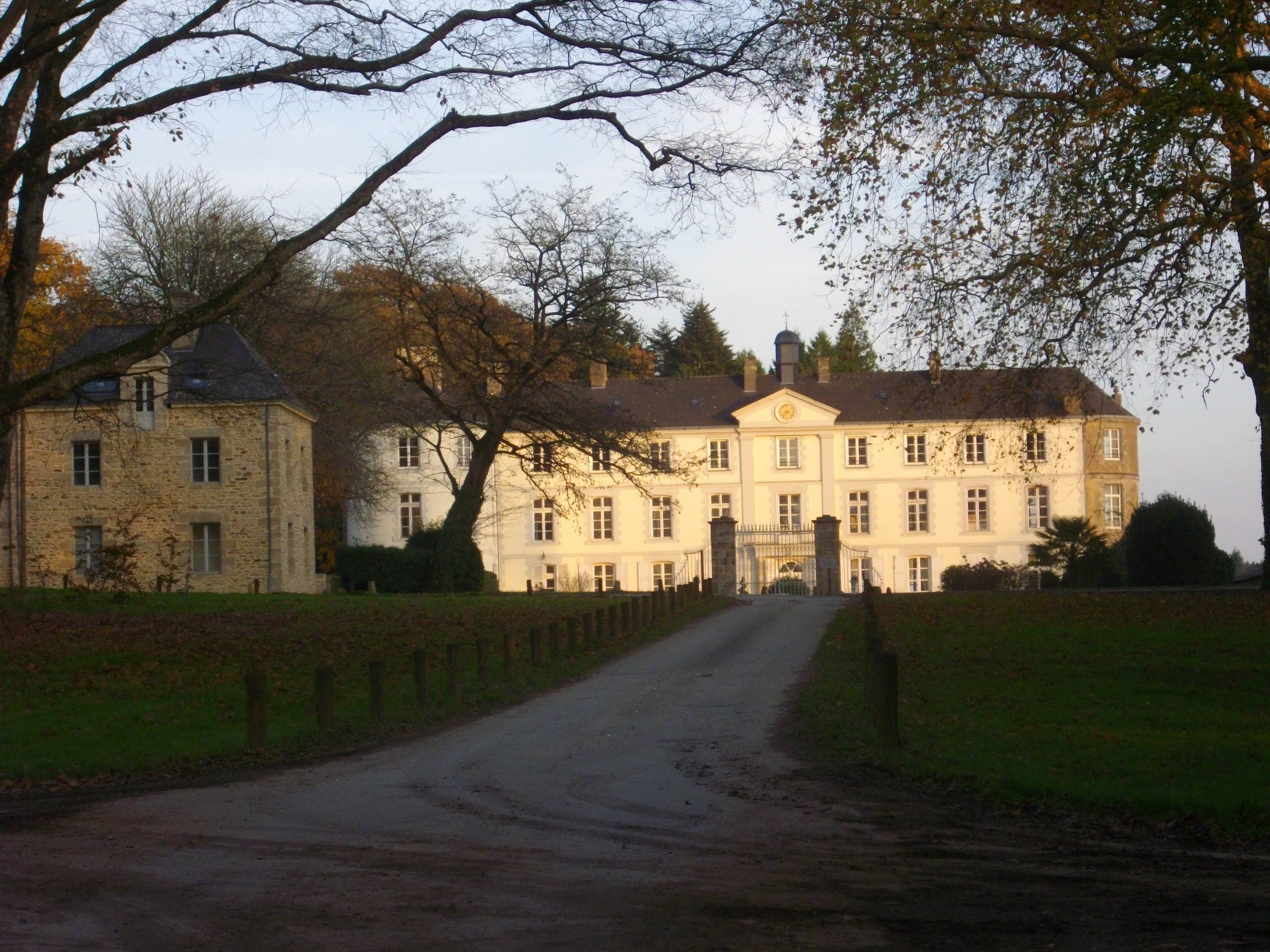
Vue du château de Beauregard en 2017.

Malgré un succès apparent pour les chouans, la bataille du pont du Loc'h n'a aucun caractère décisif et ne revitalise pas le moral des insurgés,,. Si certains d'entre eux, comme Pierre Guillemot, défendent la poursuite des hostilités en faisant valoir qu'ils n'ont pas été vaincus, bon nombre d'autres sont las de la guerre, renâclent à poursuivre une lutte qui leur semble aléatoire et se satisfont des concessions du nouveau gouvernement, qui promet l'amnistie et la fin des poursuites contre les prêtres réfractaires,. De plus, Cadoudal apprend bientôt la soumission des chefs de la Vendée, de la Haute-Bretagne et de l'Anjou, ce qui achève de le convaincre de cesser les hostilités.
Pour l'historien Roger Dupuy, la bataille du pont du Loc'h souligne « le paradoxe d'une chouannerie morbihannaise qui allait devoir se soumettre alors qu'elle n'avait jamais été, apparemment, aussi puissante et dont les effectifs mobilisés évoquaient effectivement une nouvelle Vendée ».
Le 28 janvier, Cadoudal écrit au général Brune qu'il est prêt à déposer les armes aux mêmes conditions que celles accordées aux chefs vendéens,. En signe de bonne volonté, il renvoie le 1er février une flottille britannique qui devait débarquer 800 000 piastres, 6 000 fusils, 200 barils de poudre et deux canons. Pendant ce temps, La Prévalaye, en Ille-et-Vilaine, se soumet le 30 janvier et Bourmont, dans le Maine, signe la paix le 4 février.
Brune et Cadoual se rencontrent entre Theix et La Trinité-Surzur, le 4 février,,,. Les pourparlers définitifs ont lieu le 12 février, au château de Beauregard, à Saint-Avé. Le 14, Cadoudal signe sa reddition,,,. Selon les termes de l'accord, les chouans s'engagent à remettre leurs armes et le gouvernement promet sa protection pour les prêtres catholiques,,. Au cours des deux mois qui suivent, l'administration militaire reçoit plus de 12 000 fusils,.
Muni d'un laissez-passer signé de Brune, Cadoudal se rend à Paris le 4 mars afin de rencontrer le Premier consul,. L'entrevue a lieu le lendemain ou le surlendemain, au palais des Tuileries,. Bonaparte la rapporte ainsi dans une lettre adressée à Brune : « J'ai vu ce matin Georges, il m'a paru un gros Breton dont peut-être il est possible de tirer parti pour les intérêts même de la patrie »,. Selon le témoignage de Jean-Guillaume Hyde de Neuville, Cadoudal ressort furieux de l'entretien : « Oui, oui, il change de ton, son pouvoir l'enivre… ce petit homme que j'aurais pu étouffer entre mes bras. Oh, il ne m'engageait point à prendre du service, il commandait, il ordonnait, il parlait en maître. Pacification, amnistie, tout cela n'est qu'un leurre. Attendons, et bientôt nous serons sous les verrous »,.
Craignant une arrestation imminente, Cadoudal quitte Paris le 9 avril et embarque clandestinement à Boulogne-sur-Mer pour l'Angleterre,. Le 10 mai, le comte d'Artois place sous sa direction le Morbihan, le Finistère, les Côtes-du-Nord et l'Ille-et-Vilaine en nommant Cadoudal lieutenant général de l'Armée catholique et royale de Bretagne. Le 17 mai, il rencontre le premier ministre britannique William Pitt, qui lui promet un débarquement de 30 000 hommes de troupes anglaises et 60 millions de livres sterling, avec l'engagement de donner 30 000 soldats et 30 millions de plus si les royalistes parviennent à lever des effectifs significatifs. En juin, Cadoudal regagne la Bretagne, avec l'intention de lancer une nouvelle chouannerie.